# Вольфганг Мартіні
Вольфганг Мартіні (нім. Wolfgang Martini; 20 вересня 1891 — 6 січня 1963) — німецький офіцер, генерал військ зв'язку люфтваффе. Кавалер Лицарського хреста Хреста Воєнних заслуг з мечами.

## Біографія
5 березня 1910 року вступив в 1-й телеграфний батальйон. 1 жовтня 1912 року переведений в 5-й телеграфний батальйон. Учасник Першої світової війни, з 2 серпня 1914 року — начальник 19-ї радіостанції, в 1915-17 роках керував малою радіостанцією «Верден». У 1917-18 роках —фахівець при начальнику служби зв'язку Головної штаб-квартири армії, з березня 1918 року — начальник служби зв'язку 11-ї піхотної дивізії, а потім начальник училища зв'язку в Намюрі.
В листопаді 1918 року призначений командиром роти прикордонної охорони в Позені, брав участь в боях з польськими військами. З 1 жовтня 1919 року — інструктор військово-телеграфного училища в Шпандау, з 1 жовтня 1920 року — артилерійського училища. 1 травня 1924 року переведений в штаб 1-го військового округу, а 1 лютого 1928 року — в інспекцію зв'язку Військового міністерства. 1 лютого 1933 року зарахований в люфтваффе (про створення яких офіційно ще не було оголошено). 1 грудня 1933 року очолив штаб з формування радіочастин люфтваффе, а 1 жовтня 1934 року — відділ засобів зв'язку Імперського міністерства авіації. З 3 липня 1937 року — начальник 7-го відділу Генштабу люфтваффе.
1 лютого 1938 року очолив службу зв'язку люфтваффе, а 1 лютого 1939 року одночасно став інспектором військ зв'язку. 11 березня 1944 року призначений генералом військ зв'язку люфтваффе, виконував в основному інспекторські обов'язки по контролю за навчанням і станом частин зв'язку німецьких ВПС. 8 травня 1945 року взятий в полон військами союзників. В 1947 році звільнений. Після звільнення займався питаннями зв'язку.

## Оцінка сучасників
Друг Мартіні, сер Роберт Ватсон-Ватт, у своїй автобіографії назвав його «сором'язливим, скромним, привабливим і дуже чудовим джентльменом», а також відзначив «високу технічну компетентність, мудрість і винахідливість генерала Мартіні».

## Звання
- Фанен-юнкер (5 березня 1910)
- Фенріх (16 листопада 1910)
- Лейтенант (18 серпня 1911)
- Оберлейтенант (18 серпня 1915)
- Гауптман (18 серпня 1918)
- Майор (1 серпня 1931)
- Оберстлейтенант (1 квітня 1934)
- Оберст (1 квітня 1936)
- Генерал-майор (20 квітня 1938)
- Генерал-лейтенант (1 квітня 1940)
- Генерал військ зв'язку (20 вересня 1941)

## Нагороди
- Залізний хрест 2-го і 1-го класу
- Орден Альберта (Саксонія), лицарський хрест 2-го класу з мечами
- Почесний хрест ветерана війни з мечами
- Медаль «За вислугу років у Вермахті» 4-го, 3-го, 2-го і 1-го класу (25 років)
- Пам'ятна військова медаль (Угорщина) з мечами
- Медаль «У пам'ять 13 березня 1938 року»
- Медаль «У пам'ять 1 жовтня 1938» із застібкою «Празький град»
- Застібка до Залізного хреста 2-го класу
- Хрест Воєнних заслуг 2-го і 1-го класу з мечами
- Рятувальна медаль (1933) (лютий 1944)
- Лицарський хрест Хреста Воєнних заслуг з мечами (1 лютого 1945)
- Почесний член Ради комітету радіолокації (1952)
- Орден «За заслуги перед Федеративною Республікою Німеччина», командорський хрест (26 лютого 1959)
- Почесний член Британського інституту навігації Королівського географічного товариства (1961)
- Почесний доктор інженерних наук (1962)